# Ataman

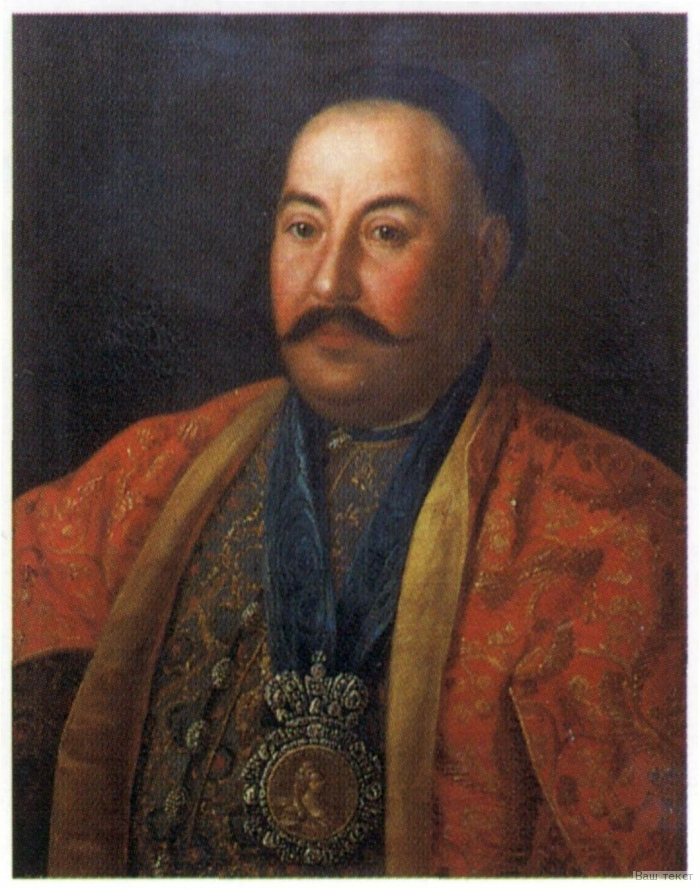
Atamanul Krasnoscekov de Alexei Antropov, 1761

Ataman (uneori vataman sau otaman), (în rusă: атаман sau ватаман, ucraineană: отаман) era un rang militar-administrativ al conducătorilor cazacilor sau haidamacilor. Ataman era de asemenea numit conducătorul unui artel de pescari, sau conducătorul unei bande de hoți. 
Atamanii erau conducători militari:
- voisko ataman (войсковой атаман), ataman de armată,
- pahodnîi ataman (походный атаман), ataman de campanie,
- koșovîi ataman (кошевой атаман) ataman de tăbără, șa,

sau conducători teritoriali:
- okrug ataman (окружной атаман),
- stanița ataman (станичный атаман),
- hutor ataman (хуторской атаман).

De obicei, atamanii erau aleși. Totuși, în timpul campaniilor militare, atamanii puteau fi numiți de hatmani. În acest caz, ei purtau numele de nakaznoi ataman (наказной атаман). 
Primele mențiuni despre numele Ataman în limba rusă datează din perioada domnitorilor ruși.
În Hatmanatul cazacilor, comandanții unor unități militare necăzăcești, (de exemplu din artilerie), erau de asemenea numiți atamani.

## Atamanii secolului al XX-lea
Ataman era titlul suprem al liderilor armatelor cazacilor antibolșevici în timpul războiului civil. 
Comandantul armatei Republicii Populare Ucrainene, Simon Petliura, era numit "holovni otaman" (головний отаман).

## Cazacitatea clasică
Atamanii și maeștrii, ca o clasă superioară de trupe, au avut în mod natural un avantaj față de ceilalți cazaci, care aveau diferite bogății și inteligență și, prin urmare, își asumă treptat avantajele asociate unei poziții temporare și se aflau într-o poziție care le distinge foarte mult de armată. Puterea și importanța bătrânilor au crescut, pe măsură ce libertățile cazacilor erau limitate; după ce Petru I a urcat pe tron.